# Riechedly Bazoer
Riechedly Bazoer (Utrecht, 12 ottobre 1996) è un calciatore olandese, originario di Curaçao, centrocampista del Konyaspor.

## Caratteristiche tecniche
È un centrocampista difensivo dotato di un'ottima tecnica ed una buona visione di gioco. Paragonato, nonostante la giovane età, ai più forti talenti olandesi della storia, è un mix di quantità e qualità che gli permettono di essere tra i migliori prospetti nel suo ruolo. All’occorrenza gioca anche come difensore centrale, come successo al Vitesse.

## Carriera

### Club

#### Giovanili
Cresciuto nell'Elinkwijk di Utrecht, tra il 2006 e il 2012 ha militato nelle giovanili del PSV prima di passare all'Ajax nel novembre di quell'anno. Il PSV denuncia l'accaduto accusando i lancieri di aver ingaggiato il giocatore senza il loro consenso. L'Ajax si giustifica dicendo che è il giocatore a voler cambiare squadra. In conclusione l'Ajax paga al PSV i costi di formazione pari a 75.000 (12.500 per ogni anno d'istruzione). Nel 2012-2013 non gli è permesso giocare partite ufficiali né con l'Ajax né con la Nazionale giovanile dato che il trasferimento non è avvenuto durante l'estate. La Federcalcio olandese denuncia altresì l'agenzia di procuratori Forza Sports Group per aver forzato il trasferimento a stagione in corso non nell'interesse del calciatore. Nella stagione 2013-2014 gioca 21 partite in Serie B con la selezione Jong Ajax. A fine stagione si aggrega alla prima squadra per la tournée indonesiana.

#### Ajax
Il 27 ottobre 2014 fa il suo debutto ufficiale in prima squadra in Urk-Ajax 0-4, gara valevole per il terzo turno della Coppa d'Olanda, giocando tutta la partita. Segna il suo primo gol con la seconda squadra il 24 novembre contro il NEC Nijmegen; in tutto colleziona 34 presenze e appunto 1 gol.
Il 6 dicembre seguente fa il suo debutto in campionato nel corso della partita vinta per 6-0 contro il Willem II. Gioca la sua prima partita da titolare il 25 gennaio 2015 nel big match contro il Feyenoord terminato 0-0. Si conquista in poco tempo il posto da titolare e il 15 febbraio nel 4-2 contro il Twente segna il suo primo gol ufficiale al 15º. Quattro giorni dopo debutta da titolare in Europa League nella vittoria per 1-0 contro il Legia Varsavia, gara valida per i sedicesimi di finale.
Segna il suo primo gol in questa competizione agli ottavi il 19 marzo nel 2-1 contro il Dnipro. Termina la stagione con 22 presenze e 2 gol segnati in tutto.

#### Wolfsburg e prestiti a Porto e Utrecht
Il 14 dicembre 2016 viene annunciato il suo acquisto da parte del Wolfsburg per 12 milioni di euro. In un anno e mezzo mette insieme 25 presenze in Bundesliga e nell'agosto del 2018 passa in prestito al Porto; ha modo di giocare solo 2 partite con la seconda squadra. Il 12 gennaio 2019 torna in Olanda in prestito al Utrecht dove segna 3 gol in 14 partite, play-off compresi.

#### Vitesse
A luglio firma un contratto triennale con il Vitesse Arnhem.

#### AZ Alkmaar
Il 1º agosto 2022 viene acquistato dall'AZ Alkmaar.

### Nazionale
Il 12 aprile 2011 fa il suo debutto con l'Under-15 olandese contro i pari età della Slovacchia. Il 25 ottobre dello stesso anno debutta nell'Under-16 contro il Perù.
Con l'Under-17 vince l'Europeo nel 2012. Dal 2013 al 2015 gioca per l'Under-19. Nel 2015 debutta in Under-21.
Il 13 novembre 2015 fa il suo esordio con la nazionale maggiore in un'amichevole vinta per 3-2 contro il Galles, subentrando all'87º a Jordy Clasie.

## Statistiche

### Presenze e reti nei club
Statistiche aggiornate al 26 ottobre 2016
| Stagione         | Squadra          | Campionato       | Campionato | Campionato | Coppe nazionali | Coppe nazionali | Coppe nazionali | Coppe continentali | Coppe continentali | Coppe continentali | Altre coppe | Altre coppe | Altre coppe | Totale | Totale |
| Stagione         | Squadra          | Comp             | Pres       | Reti       | Comp            | Pres            | Reti            | Comp               | Pres               | Reti               | Comp        | Pres        | Reti        | Pres   | Reti   |
| ---------------- | ---------------- | ---------------- | ---------- | ---------- | --------------- | --------------- | --------------- | ------------------ | ------------------ | ------------------ | ----------- | ----------- | ----------- | ------ | ------ |
| 2013-2014        | Jong Ajax        | ED               | 21         | 0          | -               | -               | -               | -                  | -                  | -                  | -           | -           | -           | 21     | 0      |
| 2014-2015        | Jong Ajax        | ED               | 13         | 1          | -               | -               | -               | -                  | -                  | -                  | -           | -           | -           | 13     | 1      |
| Totale Jong Ajax | Totale Jong Ajax | Totale Jong Ajax | 34         | 1          |                 |                 |                 |                    |                    |                    |             |             |             | 34     | 1      |
| 2014-2015        | Ajax             | E                | 17         | 1          | CO              | 1               | 0               | UCL+UEL            | 0+4                | 0+1                | SO          | 0           | 0           | 22     | 2      |
| 2015-2016        | Ajax             | E                | 29         | 5          | CO              | 2               | 0               | UCL+UEL            | 2+6                | 0                  | -           | -           | -           | 39     | 5      |
| 2016-2017        | Ajax             | E                | 5          | 0          | CO              | 2               | 1               | UCL+UEL            | 2+1                | 0                  | -           | -           | -           | 10     | 1      |
| Totale Ajax      | Totale Ajax      | Totale Ajax      | 51         | 6          |                 | 5               | 1               |                    | 15                 | 1                  |             | 0           | 0           | 71     | 8      |
| gen.-giu. 2017   | Wolfsburg        | BL               | 12         | 0          | CG              | 1               | 0               | -                  | -                  | -                  | -           | -           | -           | 13     | 0      |
| 2017-2018        | Wolfsburg        | BL               | 13         | 0          | CG              | 1               | 0               | -                  | -                  | -                  | -           | -           | -           | 6      | 0      |
| Totale Wolfsburg | Totale Wolfsburg | Totale Wolfsburg | 25         | 0          |                 | 2               | 0               |                    | -                  | -                  |             | -           | -           | 27     | 0      |
| 2018-gen.2019    | Porto            | PL               | 0          | 0          | CP+CdL          | 0+1             | 0+1             | UCL                | 1                  | 0                  | -           | -           | -           | 2      | 1      |
| gen.-giu 2019    | Utrecht          | E                | 14         | 3          | CO              | 0               | 0               | -                  | -                  | -                  | -           | -           | -           | 14     | 3      |
| 2019-2020        | Vitesse          | E                | 22         | 3          | CO              | 3               | 0               | -                  | -                  | -                  | -           | -           | -           | 25     | 3      |
| 2020-2021        | Vitesse          | E                | 29         | 5          | CO              | 5               | 0               | -                  | -                  | -                  | -           | -           | -           | 34     | 5      |
| 2021-2022        | Vitesse          | E                | 19         | 1          | CO              | 3               | 0               | UECL               | 12                 | 0                  | -           | -           | -           | 36     | 1      |
| Totale Vitesse   | Totale Vitesse   | Totale Vitesse   | 84         | 12         |                 | 11              | 0               |                    | 12                 | 0                  |             | -           | -           | 107    | 12     |
| Totale carriera  | Totale carriera  | Totale carriera  | 208        | 22         |                 | 19              | 2               |                    | 28                 | 1                  |             | 0           | 0           | 269    | 25     |

### Cronologia presenze e reti in nazionale
| Cronologia completa delle presenze e delle reti in nazionale ― Paesi Bassi | Cronologia completa delle presenze e delle reti in nazionale ― Paesi Bassi | Cronologia completa delle presenze e delle reti in nazionale ― Paesi Bassi | Cronologia completa delle presenze e delle reti in nazionale ― Paesi Bassi | Cronologia completa delle presenze e delle reti in nazionale ― Paesi Bassi | Cronologia completa delle presenze e delle reti in nazionale ― Paesi Bassi | Cronologia completa delle presenze e delle reti in nazionale ― Paesi Bassi | Cronologia completa delle presenze e delle reti in nazionale ― Paesi Bassi |
| Data                                                                       | Città                                                                      | In casa                                                                    | Risultato                                                                  | Ospiti                                                                     | Competizione                                                               | Reti                                                                       | Note                                                                       |
| -------------------------------------------------------------------------- | -------------------------------------------------------------------------- | -------------------------------------------------------------------------- | -------------------------------------------------------------------------- | -------------------------------------------------------------------------- | -------------------------------------------------------------------------- | -------------------------------------------------------------------------- | -------------------------------------------------------------------------- |
| 13-11-2015                                                                 | Cardiff                                                                    | Galles                                                                     | 2 – 3                                                                      | Paesi Bassi                                                                | Amichevole                                                                 | -                                                                          | 87’                                                                        |
| 25-3-2016                                                                  | Amsterdam                                                                  | Paesi Bassi                                                                | 2 – 3                                                                      | Francia                                                                    | Amichevole                                                                 | -                                                                          | 37’                                                                        |
| 29-3-2016                                                                  | Londra                                                                     | Inghilterra                                                                | 1 – 2                                                                      | Paesi Bassi                                                                | Amichevole                                                                 | -                                                                          | 79’                                                                        |
| 27-5-2016                                                                  | Dublino                                                                    | Irlanda                                                                    | 1 – 1                                                                      | Paesi Bassi                                                                | Amichevole                                                                 | -                                                                          |                                                                            |
| 1-6-2016                                                                   | Danzica                                                                    | Polonia                                                                    | 1 – 2                                                                      | Paesi Bassi                                                                | Amichevole                                                                 | -                                                                          |                                                                            |
| 4-6-2016                                                                   | Vienna                                                                     | Austria                                                                    | 0 – 2                                                                      | Paesi Bassi                                                                | Amichevole                                                                 | -                                                                          | 79’                                                                        |
| Totale                                                                     |                                                                            | Presenze                                                                   | 6                                                                          |                                                                            | Reti                                                                       | 0                                                                          |                                                                            |

## Palmarès

### Nazionale
- Campionato d'Europa Under-17: 1

Slovenia 2012